# WTA de Berlim
O WTA de Berlim – ou ecotrans Ladies Open, atualmente – é um torneio de tênis profissional feminino, de nível WTA 500.
Realizado em Berlim, capital da Alemanha, retornou em 2021 ao circuito. Estava programado para reestreia um ano antes, mas não aconteceu por causa da pandemia de COVID-19. Os jogos são disputados em quadras de grama durante o mês de junho.

## Finais

### Simples
| Ano                                                         | Campeã                  | Vice-campeã             | Resultado       |
| ----------------------------------------------------------- | ----------------------- | ----------------------- | --------------- |
| 2025                                                        | Markéta Vondroušová     | Wang Xinyu              | 7–610, 4–6, 6–2 |
| 2024                                                        | Jessica Pegula          | Anna Kalinskaya         | 06–7, 6–4, 7–63 |
| 2023                                                        | Petra Kvitová           | Donna Vekić             | 6–2, 7–66       |
| 2022                                                        | Ons Jabeur              | Belinda Bencic          | 6–3, 2–1, ab.   |
| 2021                                                        | Liudmila Samsonova      | Belinda Bencic          | 1–6, 6–1, 6–3   |
| Torneio não realizado em 2020 devido à pandemia de COVID-19 |                         |                         |                 |
| Torneio não realizado entre 2009 e 2019                     |                         |                         |                 |
| 2008                                                        | Dinara Safina           | Elena Dementieva        | 3–6, 6–2, 6–2   |
| 2007                                                        | Ana Ivanović            | Svetlana Kuznetsova     | 3–6, 6–4, 7–64  |
| 2006                                                        | Nadia Petrova           | Justine Henin-Hardenne  | 4–6, 6–4, 7–5   |
| 2005                                                        | Justine Henin-Hardenne  | Nadia Petrova           | 6–3, 4–6, 6–3   |
| 2004                                                        | Amélie Mauresmo         | Venus Williams          | w.o.            |
| 2003                                                        | Justine Henin-Hardenne  | Kim Clijsters           | 6–4, 4–6, 7–5   |
| 2002                                                        | Justine Henin           | Serena Williams         | 6–2, 1–6, 7–65  |
| 2001                                                        | Amélie Mauresmo         | Jennifer Capriati       | 6–4, 2–6, 6–3   |
| 2000                                                        | Conchita Martínez       | Amanda Coetzer          | 6–1, 6–2        |
| 1999                                                        | Martina Hingis          | Julie Halard-Decugis    | 6–0, 6–1        |
| 1998                                                        | Conchita Martínez       | Amélie Mauresmo         | 6–4, 6–4        |
| 1997                                                        | Mary Joe Fernandez      | Mary Pierce             | 6–4, 6–2        |
| 1996                                                        | Steffi Graf             | Karina Habšudová        | 4–6, 6–2, 7–5   |
| 1995                                                        | Arantxa Sánchez Vicario | Magdalena Maleeva       | 6–4, 6–1        |
| 1994                                                        | Steffi Graf             | Brenda Schultz          | 7–66, 6–4       |
| 1993                                                        | Steffi Graf             | Gabriela Sabatini       | 7–63, 2–6, 6–4  |
| 1992                                                        | Steffi Graf             | Arantxa Sánchez Vicario | 4–6, 7–5, 6–2   |
| 1991                                                        | Steffi Graf             | Arantxa Sánchez Vicario | 6–3, 4–6, 7–66  |
| 1990                                                        | Monica Seles            | Steffi Graf             | 6–4, 6–3        |
| 1989                                                        | Steffi Graf             | Gabriela Sabatini       | 6–3, 6–1        |
| 1988                                                        | Steffi Graf             | Helena Suková           | 6–3, 6–2        |
| 1987                                                        | Steffi Graf             | Claudia Kohde-Kilsch    | 6–2, 6–3        |
| 1986                                                        | Steffi Graf             | Martina Navratilova     | 6–2, 6–3        |
| 1985                                                        | Chris Evert-Lloyd       | Steffi Graf             | 6–4, 7–5        |
| 1984                                                        | Claudia Kohde-Kilsch    | Kathleen Horvath        | 7–68, 6–1       |
| 1983                                                        | Chris Evert-Lloyd       | Kathleen Horvath        | 6–4, 7–63       |
| 1982                                                        | Bettina Bunge           | Kathy Rinaldi           | 6–2, 6–2        |
| 1981                                                        | Regina Maršíková        | Ivanna Madruga          | 6–2, 6–1        |
| Torneio não realizado entre 1980                            |                         |                         |                 |
| 1979                                                        | Caroline Stoll          | Regina Maršíková        | 7–64, 6–0       |

### Duplas
| Ano                                                         | Campeãs                                   | Vice-campeãs                                       | Resultado         |
| ----------------------------------------------------------- | ----------------------------------------- | -------------------------------------------------- | ----------------- |
| 2025                                                        | Tereza Mihalíková Olivia Nicholls         | Sara Errani Jasmine Paolini                        | 4–6, 6–2, [10–6]  |
| 2024                                                        | Wang Xinyu Zheng Saisai                   | Chan Hao-ching Veronika Kudermetova                | 6–2, 7–5          |
| 2023                                                        | Caroline Garcia Luisa Stefani             | Kateřina Siniaková Markéta Vondroušová             | 4–6, 7–68, [10–4] |
| 2022                                                        | Storm Sanders Kateřina Siniaková          | Alizé Cornet Jil Teichmann                         | 6–4, 6–3          |
| 2021                                                        | Victoria Azarenka Aryna Sabalenka         | Nicole Melichar Demi Schuurs                       | 4–6, 7–5, [10–4]  |
| Torneio não realizado em 2020 devido à pandemia de COVID-19 |                                           |                                                    |                   |
| Torneio não realizado entre 2009 e 2019                     |                                           |                                                    |                   |
| 2008                                                        | Cara Black Liezel Huber                   | Nuria Llagostera Vives María José Martínez Sánchez | 3–6, 6–2, [10–2]  |
| 2007                                                        | Lisa Raymond Samantha Stosur              | Tathiana Garbin Roberta Vinci                      | 6–3, 6–4          |
| 2006                                                        | Yan Zi Zheng Jie                          | Elena Dementieva Flavia Pennetta                   | 6–2, 6–3          |
| 2005                                                        | Elena Likhovtseva Vera Zvonareva          | Cara Black Liezel Huber                            | 4–6, 6–4, 6–3     |
| 2004                                                        | Nadia Petrova Meghann Shaughnessy         | Janette Husárová Conchita Martínez                 | 6–2, 2–6, 6–1     |
| 2003                                                        | Virginia Ruano Pascual Paola Suárez       | Kim Clijsters Ai Sugiyama                          | 6–3, 4–6, 6–4     |
| 2002                                                        | Elena Dementieva Janette Husárová         | Daniela Hantuchová Arantxa Sánchez Vicario         | 0–6, 7–63, 6–2    |
| 2001                                                        | Els Callens Meghann Shaughnessy           | Cara Black Elena Likhovtseva                       | 6–4, 6–3          |
| 2000                                                        | Conchita Martínez Arantxa Sánchez Vicario | Amanda Coetzer Corina Morariu                      | 3–6, 6–2, 7–67    |
| 1999                                                        | Alexandra Fusai Nathalie Tauziat          | Jana Novotná Patricia Tarabini                     | 6–3, 7–5          |
| 1998                                                        | Lindsay Davenport Natasha Zvereva         | Alexandra Fusai Nathalie Tauziat                   | 6–3, 6–0          |
| 1997                                                        | Lindsay Davenport Jana Novotná            | Gigi Fernández Natasha Zvereva                     | 6–3, 3–6, 6–2     |
| 1996                                                        | Meredith McGrath Larisa Savchenko         | Martina Hingis Helena Suková                       | 6–1, 5–7, 7–64    |
| 1995                                                        | Amanda Coetzer Inés Gorrochategui         | Larisa Neiland Gabriela Sabatini                   | 4–6, 7–63, 6–2    |
| 1994                                                        | Gigi Fernández Natalia Zvereva            | Jana Novotná Arantxa Sánchez Vicario               | 6–3, 7–62         |
| 1993                                                        | Gigi Fernández Natalia Zvereva            | Debbie Graham Brenda Schultz                       | 6–1, 6–3          |
| 1992                                                        | Jana Novotná Larisa Savchenko-Neiland     | Gigi Fernández Natalia Zvereva                     | 7–65, 4–6, 7–5    |
| 1991                                                        | Larisa Savchenko Natalia Zvereva          | Nicole Provis Elna Reinach                         | 6–3, 6–3          |
| 1990                                                        | Nicole Provis Elna Reinach                | Hana Mandlíková Jana Novotná                       | 6–2, 6–1          |
| 1989                                                        | Elizabeth Smylie Janine Tremelling        | Lise Gregory Gretchen Magers                       | 5–7, 6–3, 6–2     |
| 1988                                                        | Isabelle Demongeot Nathalie Tauziat       | Claudia Kohde-Kilsch Helena Suková                 | 6–2, 4–6, 6–4     |
| 1987                                                        | Claudia Kohde-Kilsch Helena Suková        | Catarina Lindqvist Tine Scheuer-Larsen             | 6–1, 6–2          |
| 1986                                                        | Steffi Graf Helena Suková                 | Martina Navratilova Andrea Temesvári               | 7–5, 6–2          |
| 1985                                                        | Claudia Kohde-Kilsch Helena Suková        | Steffi Graf Catherine Tanvier                      | 6–4, 6–1          |
| 1984                                                        | Anne Hobbs Candy Reynolds                 | Kathleen Horvath Virginia Ruzici                   | 6–3, 4–6, 7–611   |
| 1983                                                        | Jo Durie Anne Hobbs                       | Claudia Kohde-Kilsch Eva Pfaff                     | 6–4, 7–62         |
| 1982                                                        | Liz Gordon Beverly Mould                  | Bettina Bunge Claudia Kohde-Kilsch                 | 6–3, 6–4          |
| 1981                                                        | Rosalyn Fairbank Tanya Harford            | Sue Barker Renáta Tomanová                         | 6–3, 6–4          |
| Torneio não realizado entre 1980                            |                                           |                                                    |                   |
| 1979                                                        | Rosie Casals Wendy Turnbull               | Evonne Cawley Kerry Reid                           | 6–2, 7–5          |